# Bucht von San Francisco

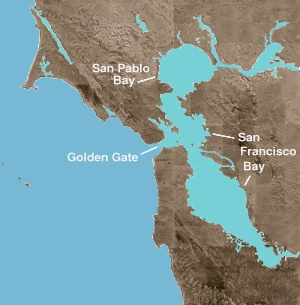
San Francisco Bay, San Pablo Bay, und das Golden Gate (Satellitenfoto)

Die Brücken in der San Francisco Bay Area

Die Bucht von San Francisco (englisch San Francisco Bay) ist eine durch das Golden Gate (Goldenes Tor) mit dem Pazifik verbundene Meeresbucht des Pazifischen Ozeans im Westen des US-Bundesstaates Kalifornien. Sie ist etwa 70 Kilometer lang und bis zu 20 Kilometer breit. Etwa in Höhe der Städte San Pablo und San Rafael geht sie in die Bucht von San Pablo über. Die Bucht von San Francisco ist das bedeutendste Mündungsgebiet an der Westküste des nordamerikanischen Kontinents.
Das die Bucht umgebende Gebiet wird als San Francisco Bay Area (Area ‚Gebiet‘) bezeichnet und bildet ein Ballungsgebiet um die größten Städte (San José, San Francisco und Oakland) dieser Region.
In der Bucht liegen unter anderem die ehemalige Gefängnisinsel Alcatraz, die künstliche Insel Treasure Island und der Küstenwachenstützpunkt Coast Guard Island.

## Geschichte
Der erste Europäer, der die Bucht durch das Golden Gate befuhr, war wahrscheinlich der spanische Entdecker Juan de Ayala. Er durchfuhr das Golden Gate am 5. August 1775 mit seinem Schiff San Carlos, und ankerte in einer Bucht von Angel Island.
Die Bucht von San Francisco stand im 19. Jahrhundert im Mittelpunkt amerikanischer Besiedelung des fernen Westens. Von den 1820er Jahren an begehrten amerikanische Präsidenten und Expansionisten die Bucht, weil sie als riesiger natürlicher Pazifik-Hafen nutzbar war. Nach vielen erfolglosen Versuchen, die Bucht zu kaufen und angrenzende Gebiete zu verändern, eroberten die US Navy und Army im Mexikanisch-Amerikanischen Krieg (1845–1848) die Region, die bis dahin in mexikanischer Hand war. Während des kalifornischen Goldrauschs (1848–1850) stieg der Hafen in der San Francisco Bay sofort zu einem der weltweit bedeutendsten Seehäfen auf und dominierte im amerikanischen Westen bis in die letzten Jahre des 19. Jahrhunderts Verfrachtung und Verkehr. Überragende Bedeutung bekam die Bucht, als 1869 die Endstation der transkontinentalen Eisenbahn in Oakland angesiedelt wurde.

Satellitenbild der Bucht

Die Bucht besitzt weiterhin die dichteste industrielle Produktion und städtische Bebauung der Vereinigten Staaten. Sie stellt mit fast acht Millionen Einwohnern das zweitgrößte städtische Gebiet West-Amerikas dar.
Trotz ihres Nutzens als Seeschifffahrtsstraße und Hafen wurden die vielen Quadratkilometer sumpfiges Feuchtgebiet, die die Bucht umgeben, lange Zeit als Flächenverschwendung angesehen. Das hatte zur Folge, dass für Gebäudeprojekte ausgehobene und aus Kanälen gebaggerte Erde oft als Füllung auf die Sumpfgebiete und andere Teile der Bucht gekippt wurde. Von der Mitte des 18. bis zum späten 19. Jahrhundert wurde mehr als ein Drittel der ursprünglichen Bucht zugeschaufelt und teilweise bebaut. Die tiefe, feuchte Erde in diesen Gebieten lässt während Erdbeben immer wieder Bodenverflüssigungen entstehen, und die meisten der Hauptschäden in der Nähe der Bucht während des Loma-Prieta-Erdbebens von 1989 entstanden an Bauwerken in diesen Gebieten. In den 1990er Jahren schlug der San Francisco International Airport vor, weitere Quadratkilometer aufzufüllen, um die überfüllten Start- und Landebahnen zu erweitern und im Gegenzug andere Teile der Bucht zu erwerben, um diese wieder in Feuchtgebiete umzuwandeln. Die Idee war und ist umstritten.

## Ökologie, Flora und Fauna

### Tier- und Naturschutz

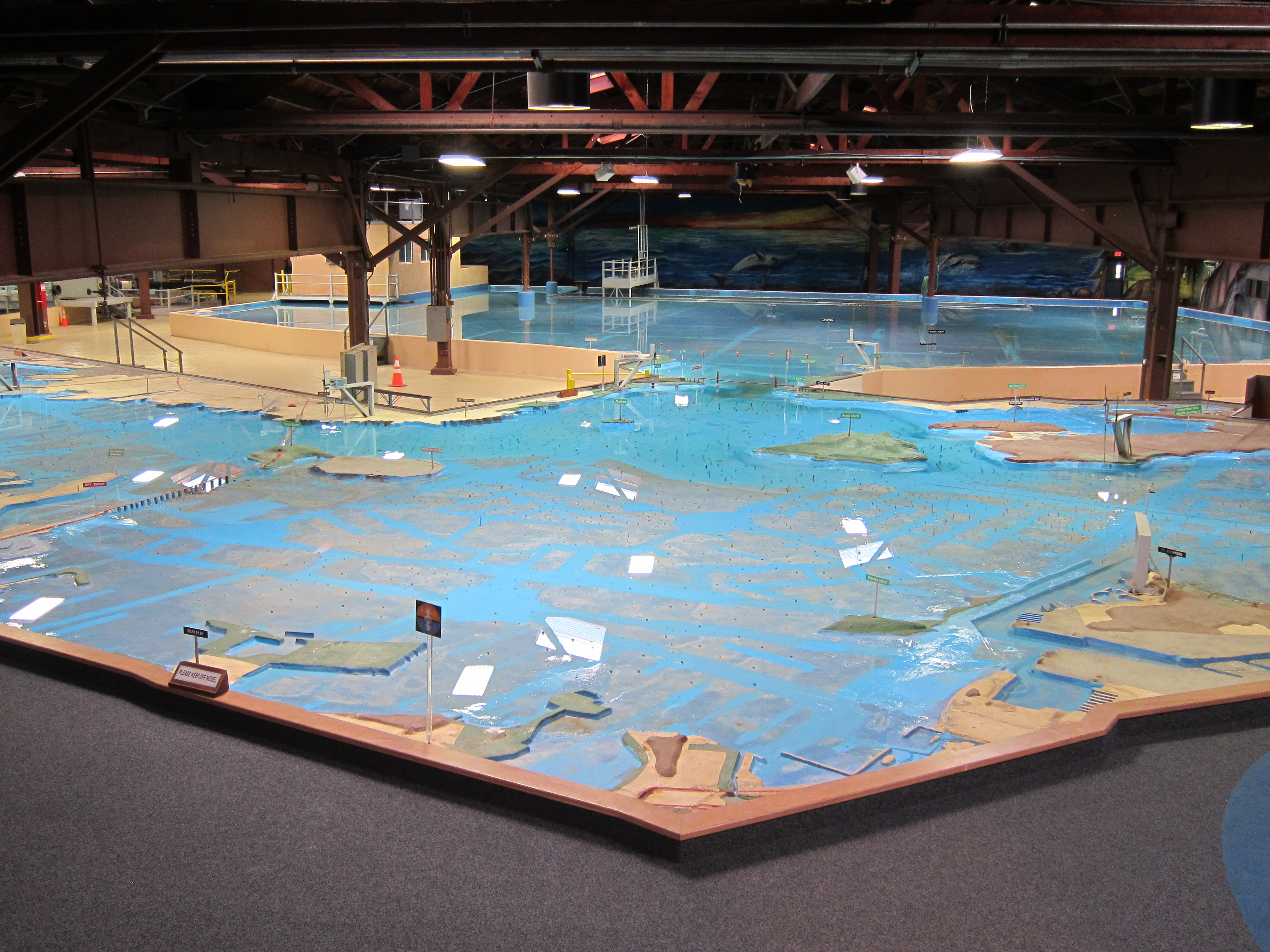
Blick auf einen Teil des Bay Models; links die Bay Bridge

Trotz ihres städtischen und industriellen Charakters bleibt die Bucht von San Francisco vielleicht Kaliforniens wichtigstes Biotop. Kaliforniens Taschenkrebse (zu den Krabben gehörig), der Pazifische Heilbutt und die pazifische Lachsfischerei sind auf die Bucht als Kinderstube angewiesen. Die wenigen verbleibenden Salzwiesen repräsentieren derzeit den Hauptteil an Kaliforniens restlichem Salzwiesengebiet. Sie beherbergen eine große Artenvielfalt und spielen eine Schlüsselrolle im Ökosystem. So filtern sie Schmutzstoffe und Sedimente aus den Flüssen.
Die Bucht spielt auch für die pazifische Zugstraße eine wichtige Rolle. Millionen von Wasservögeln nutzen jährlich ihre Watten als Zufluchtsort.

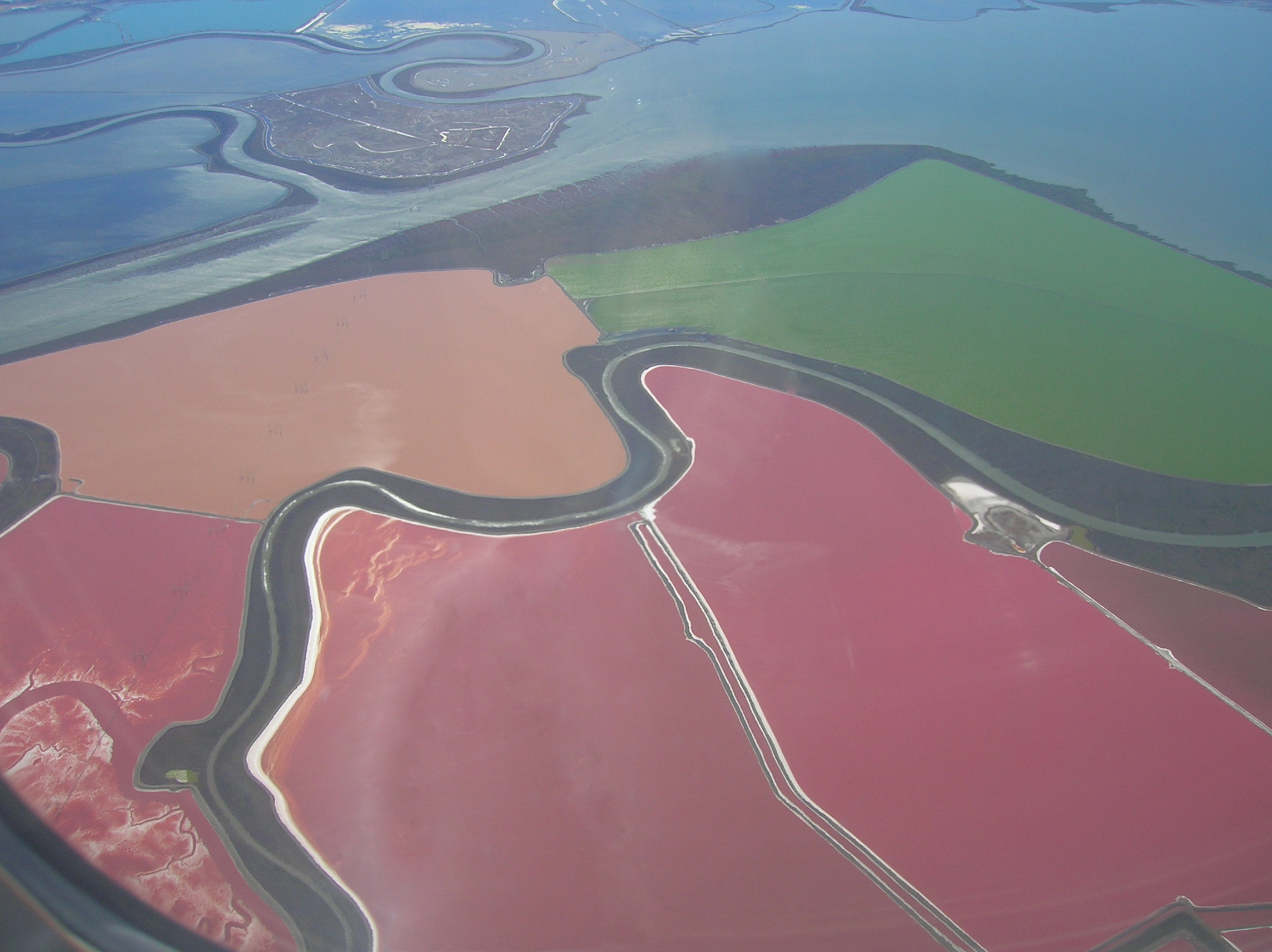
Die Salzverdunstungsbecken im Süden der Bucht

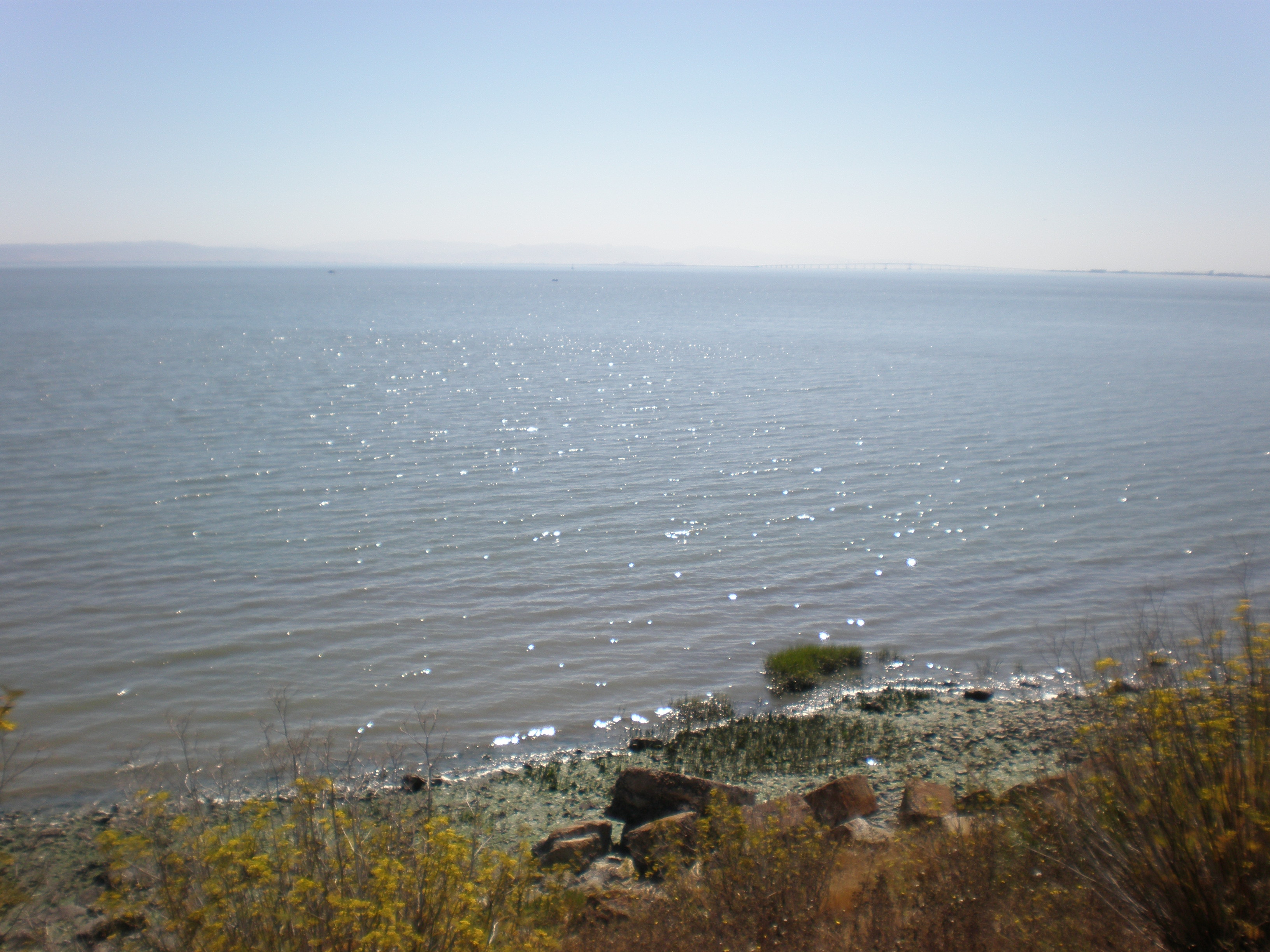
Ufer im Süden von San Francisco

In der Bucht von San Francisco wurde mit dem San Francisco Bay National Wildlife Refuge (SFBNWR) das erste Naturschutzgebiet der USA gegründet, das in einer Metropolregion liegt (1972). Es besteht zu einem großen Teil aus Salzverdunstungsbecken, die von der Leslie Salt Company und dem Nachfolger, der Cargill Corporation, erworben oder gepachtet wurden. Diese Salzbecken produzieren Salz für eine Vielzahl industrieller Zwecke, z. B. Chlorbleichung und Kunststoffverarbeitung. Im Jahr 2003 begingen Kalifornien und Cargill eine der größten privaten Landerwerbungen in der amerikanischen Geschichte. Der Staat und Bundesregierungen zahlten 200 Mio. US-Dollar für ca. 65 Quadratkilometer Salzbecken im Süden der Bucht. SFBNWR und staatliche Biologen hoffen, einige der nun erworbenen Becken als den Gezeiten unterworfene Feuchtgebiete wiederherzustellen.

### Modell der Bucht für den Wasserbau, Besucherzentrum
Das US Army Corps of Engineers hat einst ein hydraulisches Modell der San Francisco Bay gebaut und genutzt, um die ökologischen Folgen des Reber Plans zur Abdämmung der Bucht von San Francisco zu untersuchen. Später wurde das Modell weiter genutzt, um z. B. die Auswirkungen von Mülldeponien und Abwassereinleitungen unter Berücksichtigung der Süßwasserzuflüsse und des im Tagesverlauf ein- und ausströmenden Salzwassers des Pazifiks zu untersuchen. Dieses dreidimensionale hydraulische Modell ist mit über 4000 Quadratmeter Fläche eines der größten jemals gebauten Modelle der Welt und in seiner Art einzigartig. Es ermöglicht Messungen von Änderungen der Wassertemperatur und des Salzgehalts sowie der Bewegungen von Ölteppichen und eingeleiteten Giftstoffen, dient also der Einschätzung von Gefahren und deren Abwehr. Das Modell ist nicht mehr in Betrieb, kann aber im Bay Model Visitor Center in Sausalito besichtigt werden (Sausalito ist der erste Ort nach Überqueren der Golden Gate Bridge in Nordrichtung).
Schautafeln und eine Audiotour informieren dort über das sensible Ökosystem San Francisco Bay.

## Trivia
Eine in der Bucht von San Francisco lebende junge Frau wurde von Jesse Fuller in seinem auch durch viele Coverversionen weltbekannt gewordenen Song San Francisco Bay Blues besungen.